# Белтень (Васлуй)
Белтень, Белтені (рум. Bălteni) — село у повіті Васлуй в Румунії. Входить до складу комуни Белтень.
Село розташоване на відстані 275 км на північний схід від Бухареста, 9 км на північний захід від Васлуя, 53 км на південь від Ясс, 142 км на північ від Галаца.

## Населення
За даними перепису населення 2002 року у селі проживали 929 осіб, усі — румуни. Усі жителі села рідною мовою назвали румунську.